# Zdeněk Svěrek
Zdeněk Svěrek (7. dubna 1931 Kopisty – 18. dubna 2012) byl český fotbalový trenér a bývalý prvoligový hráč, tzv. univerzál – uměl zahrát v obraně, ve středu pole i v útoku.

## Hráčská kariéra
Začínal v SK Kopisty jako brankář. Později začal hrát v útoku a záloze.
V československé lize hrál za Armaturku Ústí nad Labem, vstřelil tři prvoligové branky. V nižších soutěžích hrál také za Posistu Praha-Břevnov (během ZVS), Jawu Praha a Spartak Čelákovice.

### Prvoligová bilance
| Ročník         | Zápasy | Góly | Minuty | Klub                     |
| -------------- | ------ | ---- | ------ | ------------------------ |
| I. liga 1952   | –      | 3    | –      | Armaturka Ústí nad Labem |
| CELKEM I. LIGA | –      | 3    | –      |                          |

## Trenérská kariéra
Po skončení hráčské kariéry se stal trenérem. Vedl mj. Spartak Čelákovice (1976–1978) a Union Čelákovice (1978–1986).